# Bisdom Port Blair
Het bisdom Port Blair (Latijn: Dioecesis Portus Blairensis) is een rooms-katholiek bisdom met als zetel Port Blair, in India. Het bisdom is suffragaan aan het aartsbisdom Ranchi. 

## Geschiedenis
Het bisdom werd opgericht op 22 juni 1984, uit delen van het aartsbisdom Ranchi.

## Parochies
Het bisdom had in 2021 een oppervlakte van 8.293 km2 en telde 484.000 inwoners waarvan 8,4% rooms-katholiek was.

## Bisschoppen
- Aleixo das Neves Dias (22 juni 1984 - 6 januari 2019)
- Visuvasam Selvaraj (29 juni 2021 - heden; administrator sinds 2019)

Ranchi (aartsbisdom) · Daltonganj · Dumka · Gumla · Hazaribag · Jamshedpur · Khunti · Port Blair · Simdega